# تانر بيرسون
تانر بيرسون هو لاعب هوكي الجليد كندي، ولد في 10 أغسطس 1992 في كيتشنر في كندا.

## وصلات خارجية
- تانر بيرسون على موقع دوري الهوكي الوطني (الإنجليزية)
- تانر بيرسون على موقع EliteProspects.com (الإنجليزية)
- تانر بيرسون على موقع Eurohockey.com (الإنجليزية)
- تانر بيرسون على موقع HockeyDB.com (الإنجليزية)
- تانر بيرسون على موقع Hockey-Reference.com (الإنجليزية)